# Special Boat Service
A Special Boat Service (SBS, Különleges Vízi Szolgálat) a Brit Hadsereg egyik elitalakulata, mely elsősorban vízi és nyílt vízi harcra lett kiképezve. Az SBS az Egyesült Királyság Különleges Erői keretben tevékenykedik. Eredetileg az Special Air Service egyik különítménye volt, később vált önálló egységgé, ám az egység státusában és harci értékében, a katonák kiképzésében és válogatási metódusában, a szolgálati szabályzat főbb jellemzőiben mind a mai napig a SAS-t idézi.

## Felépítés
Az SBS része az United Kingdom Special Forces-nak (UKSF, Egyesült Királyság Különleges Erői), ami egy hasonló közös parancsnoklási rendszer, mint az amerikai US SOCOM. Az UKSF másik három egysége a Special Air Service (SAS, Különleges Légi Szolgálat), a Special Reconnaissance Regiment (SRR, Különleges Felderítő Ezred) és a Special Forces Support Group (SFSG, Különleges Erők Támogató Csapata).

## A kezdetek
A Special Boat Service történelme a második világháború idején kezdődött. Az egység először az SAS egy mindössze 8 főt számláló különítménye volt Special Boat Section néven, amit azért állítottak fel, hogy felderítő feladatokat teljesítsenek, ellenséges haditengerészeti egységek ellen rajtaütéseket hajtsanak végre és szabotázsakciókkal segítsék a szövetségesek hadműveleteit. Az észak-afrikai partoknál harcoló alakulat 1942 áprilisában vált önálló egységgé, és a háború végéig aktív volt.